# Saint-Polycarpe (Québec)
Saint-Polycarpe è un comune del Canada, situato nella provincia del Québec, nella regione di Montérégie.